# Cayratia cannabina
Cayratia cannabina är en vinväxtart som beskrevs av François Gagnepain. Cayratia cannabina ingår i släktet Cayratia och familjen vinväxter. Inga underarter finns listade i Catalogue of Life.